# RollerCoaster Tycoon 2
RollerCoaster Tycoon 2 – sequel symulacji wesołego miasteczka RollerCoaster Tycoon, stworzony przez Frontier Developments pod przewodnictwem Chrisa Sawyera i wydany przez Infogrames 14 października 2002.
Posiada także oficjalną licencję firmy Six Flags, właściciela sieci parków rozrywki i projektanta kolejek górskich.
W stosunku do pierwszej części gry wprowadzono większą liczbę atrakcji dla parkowych gości, kolejek (25 rodzajów licencjonowanych rollercoasterów Six Flags), sklepów i zestawów tematycznych. W grze jest dostępnych pięć autentycznych parków firmy Six Flags: California's Magic Mountain, New Jersey's Great Adventure oraz parki w Teksasie, Belgii i Holandii.
Gracz ma także do dyspozycji edytor pozwalający na tworzenie własnych map i scenariuszy.
Do gry zostały wydane dwa dodatki zawarte w specjalnym pakiecie:
- RollerCoaster Tycoon 2: Combo Park Pack zawierający podstawową grę wraz z dodatkiem Wacky Worlds (Zakręcone światy) (2003).
- RollerCoaster Tycoon 2: Triple Thrill Pack (Totally RollerCoaster Tycoon 2) zawierający podstawową grę wraz z dodatkami Wacky Worlds (Zakręcone światy) oraz Time Twister (Zakręcone czasy) (2004).

## Wymagania sprzętowe
| Minimalne                               | Zalecane                                |
| --------------------------------------- | --------------------------------------- |
| Pentium 300 MHz                         | Pentium 500 MHz                         |
| 64 MB pamięci RAM                       | 128 MB pamięci RAM                      |
| Czytnik CD-ROM 8X                       | Czytnik CD-ROM 16X                      |
| 120 MB wolnego miejsca na twardym dysku | 120 MB wolnego miejsca na twardym dysku |
| Karta graficzna z 8 MB pamięci          | Karta graficzna z 16 MB pamięci         |
| DirectX 8.1                             | DirectX 8.1                             |